# Weidenammer
Die Weidenammer (Emberiza aureola) ist eine Vogelart aus der Familie der Ammern (Emberizidae).
Wie die Schneeammer, die Waldammer und die Zwergammer ist auch die Weidenammer ein Vogel der nördlichen Regionen.
Die Weidenammer wurde bis ins Jahr 2004 von der IUCN als ungefährdet (least concern) eingestuft. Durch massiven Jagddruck auf dem Zugweg ist der Bestand der Art seitdem rapide eingebrochen, so dass die Art mittlerweile (2018) als unmittelbar vom Aussterben bedroht (critically endangered) eingestuft ist.

## Beschreibung

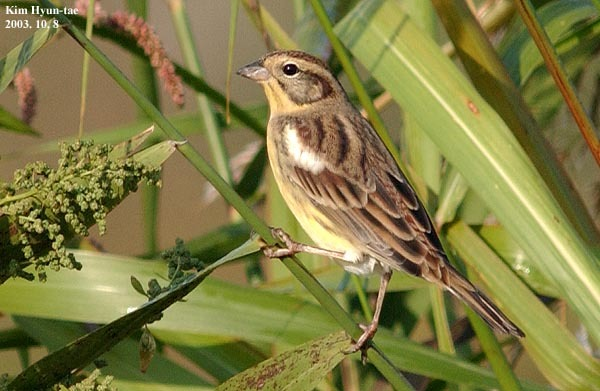
Weidenammer, Weibchen

Die Weidenammer ist leicht von anderen Arten zu unterscheiden. Das Männchen hat ein schwarzes Gesicht, einen dunklen kastanienbraunen Rücken und Nacken sowie eine leuchtend gelbe Unterseite. Ein weiteres Merkmal ist ein schmales kastanienbraunes Brustband. Anders als bei anderen Ammern ist die Unterseite nur wenig gestreift. Auf den Flügeln finden sich ein markanter weißer Schulterfleck und eine weiße Querbinde. An den äußersten Schwanzfedern besitzen die Tiere eine weiße Zeichnung.
Das Weibchen hat ebenfalls ein auffälliges Aussehen, ist aber etwas blasser. Auf dem gelben Bauch befindet sich jedoch kein Brustband. Der wesentlich hellere Kopf erinnert, mit einem weißen Überaugenstreif und einem Seitenstreif, die durch dunklere Färbung begrenzt sind, an einen Seggenrohrsänger. Ansonsten gleicht das Weibchen dem Männchen.

## Verbreitung
Die Weidenammer bevorzugt freie Flächen. Im Sommer lebt sie gerne auf üppigen Wiesen mit Büschen, oft am Wasser. Man findet sie aber auch in Steppen.
Die Weidenammer ist ein Zugvogel. Im Sommer brütet sie in Mittelfinnland, in Nordrussland bis nach Sibirien. Den Winter verbringt sie in Südostasien, Indien und Südchina. Selten, aber regelmäßig verirren sich manche Tiere auch nach Westeuropa. In Deutschland wurde sie zuletzt 1997 auf Helgoland gesehen.

## Stimme und Nahrung
Der Ruf der Weidenammer ist ein kurzes „zip“ oder „zick“ oder ein weiches „trssit“. Der Gesang ist eine laut und melodisch klingende Strophe, etwa  wie „djüldjül-tië-tië-zitü“. Er hat Ähnlichkeiten mit dem Gesang des Ortolans, ist aber schneller und flüssiger.
Die Nahrung besteht aus feinen Sämereien und Insekten.

## Brut

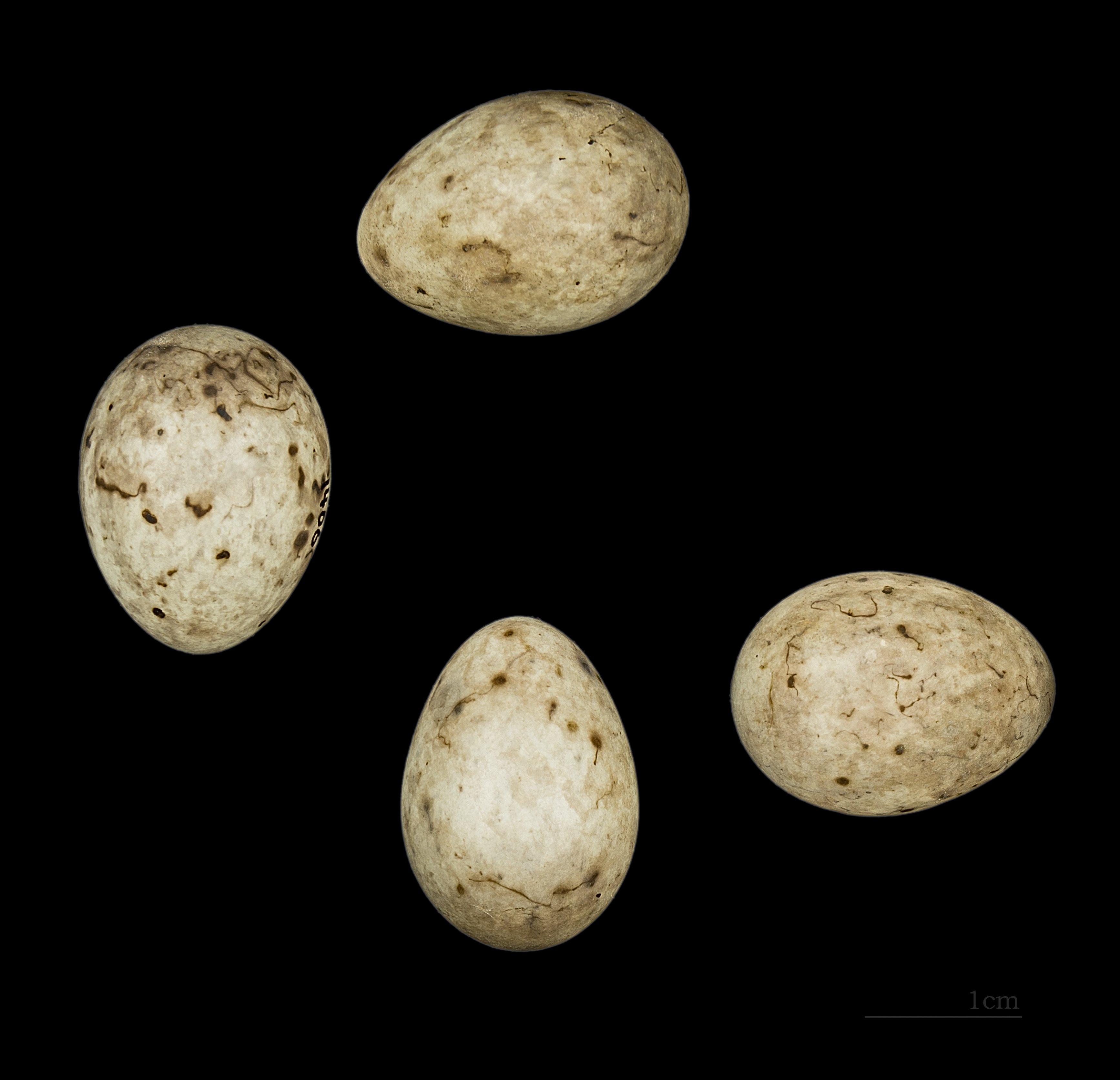
Eier der Weidenammer

Das Nest wird stets in Bodennähe in dichten Büschen oder Böden mit dichtem Bewuchs angelegt. Es besteht aus Gras und wird mit feinerem Gras und Haaren zur Polsterung ausgelegt. Gelegt werden 4–5 helle, grünlichgraue, spärlich schwarze Eier, die etwa 13 Tage lang bebrütet werden. Pro Jahr gibt es eine Brut.